# Josef Issels
Josef Maria Leonhard Issels (Mönchengladbach, 21 de novembro de 1907 – Califórnia, 11 de fevereiro de 1998) foi um médico alemão.
Issels desenvolveu uma terapia alternativa contra o câncer que foi alvo de grande polêmica entre a comunidade médica. Ele afirmava curar pacientes de câncer que haviam sido dados como incuráveis através dos tratamentos convencionais.
Issels acreditava que o câncer era causado pelo enfraquecimento do sistema imunológico e consequentemente teria de ser curado ao reforçar o sistema novamente. Entretanto, ele não desclassificava a importância dos tratamentos convencionais contra o câncer, como a cirurgia e a quimioterapia, pois, de fato, usava-as ao tratar de seus pacientes.
Issels fundou sua Ringberg Clinc na Baviera em 1951. Ao começar a ganhar notoriedade, pacientes declarados incuráveis de todo o mundo começaram a procurá-lo para tratamento.
Suas práticas não eram apreciadas por outros médicos, especialmente o Conselho de Medicina da Baviera, que processou Issels, acusando-o de fraude e homicídio culposo. Depois de uma batalha jurídica de quatro anos, Issels foi absolvido e sua clínica reaberta.

## Pacientes famosos
Seus dois pacientes mais famosos foram a atleta olímpica Lillian Board e, especialmente, Bob Marley. O fato de Issels ter sido incapaz de salvar ambos não ajudou em nada sua reputação, muito pelo contrário.
Issels morreu de pneumonia aos 90 anos de idade em 1998, mas sua esposa continua a promover seu trabalho através da Issels Foundation.